# Зайсанская складчатая система
Зайсанская складчатая система — крупная геотектоническая структура, возникшая в герцинскую эпоху складчатости, на территории Восточно-Казахстанской области, между Чингиз-Тарбагатайской и Алтае-Саянской складчатыми системами. Состоит из линейных структурно-формационных зон (с юго-запада на северо-восток): Акулбы[уточнить] — Шыгыс Алтай, Рудный Алтай, Иртышская зона смятия, Калбинский хребет, Шар, Жарма-Сауыр. Керенский и Шарский антиклинории сложены сильно метаморевизованными отложениями докембрия. Ядра Алейской, Синюшинской и Ревнюшинской антиклиналей состоят из метаморфизованных альбитэн и дот-хлоритовых и кварц-альбит-хлоритовых сланцев нижнего палеозоя. Местами встречаются породы ордовика и силура. Вулканические породы девона широко распространены в зонах Акулбы[уточнить]-Шыгыс-Алтайского синклинория и Рудного Алтая, а зоны Калбинского хребта, Иртышской зоны смятия, Шара, Жарма-Сауыра сложены в основном вулканогенно-терригенными отложениями. Позднепалеозойские наложенные мульды слагают угленосные толщи, иногда с порфиритами. В эпоху герцинской складчатости был развит интрузивный магматизм. К складчатой системе приурочены месторождения полиметаллов (Риддер-Соколовское, Тишинское, Лениногорское), железа (Маркакольское), золота, известняка и др.